# 1491
Пізнє Середньовіччя •  Відродження •  Реконкіста •  Ганза •  Ацтецький потрійний союз •  Імперія інків

## Геополітична ситуація
Османську державу очолює Баязид II (до 1512). Імператором Священної Римської імперії є Фрідріх III. У Франції королює Карл VIII Люб'язний (до 1498).
Середню частину Апеннінського півострова займає Папська область, південь належить Неаполітанському королівству. Могутніми державними утвореннями півночі є Венеційська республіка, Флорентійська республіка, Генуезька республіка та герцогство Міланське.
Кастилія і Леон та Арагонське королівство об'єднані в Іспанське королівство, де правлять католицькі королі Фердинанд II Арагонський (до 1516) та Ізабелла I Кастильська (до 1504).
В Португалії королює Жуан II (до 1495). Під владою маврів залишилися тільки землі на самому півдні Піренейського півострова.
Генріх VII є королем Англії (до 1509), королем Данії та Норвегії — Юхан II (до 1513), Швецію очолює регент Стен Стуре Старший (до 1497). Королем Угорщини та Богемії є Владислав II Ягелончик. У Польщі королює, а у Великому князівстві Литовському княжить Казимир IV Ягеллончик (до 1492).
Галичина входить до складу Польщі. Волинь належить Великому князівству Литовському. Московське князівство очолює Іван III Васильович (до 1505).
На заході євразійських степів від Золотої Орди відокремилися Казанське ханство, Кримське ханство, Ногайська орда. У Єгипті панують мамлюки. У Китаї править династія Мін. Значними державами Індостану є Делійський султанат, Бахмані, Віджаянагара. В Японії триває період Муроматі.
У Долині Мехіко править Ацтецький потрійний союз на чолі з Ахвіцотлем (до 1502). Цивілізація мая переживає посткласичний період. В Імперії інків править Тупак Юпанкі (до 1493).

## Події
- Швайпольт Фіоль вперше надрукував книги-інкунабули церковно-слов'янською мовою: «Осьмогласник» (або «Октоїх», 1491, з українськими мовними ознаками[1]) з дереворитом «Розп'яття», «Часословець» (1491), «Тріодь пісну» (не датована) і «Тріодь цвітну» (1491).
- Перша писемна згадка про село Пеньківці (нині Підволочиського району Тернопільської області).
- Католицькі королі почали облогу Гренади, останнього міста Іберійського півострова, що ще належало маврам.
- Король Франції Карл VIII одружився з Анною Бретонською. Попередні формальні шлюби обох довелося скасувати. Французький трон фактично заволодів Бретанню.
- Король Німеччини Максиміліан I Габсбург та король Угорщини Владислав II Ягеллончик підписали в Пресбурзі мир, що завершив війну між двома державами.
- В Бразеро-де-ла-Дееза відбулося аутодафе, що завершило справу Ігнатія з Ла-Гардії. Страчено кількох євреїв та маранів.
- На півночі Голландії спалахнуло «повстання хліба та сиру».
- Правитель (маніконго) Королівства Конго прийняв християнство.

## Народились
- 28 червня — Генріх VIII Тюдор, король Англії з 1509 року.